# Telfer

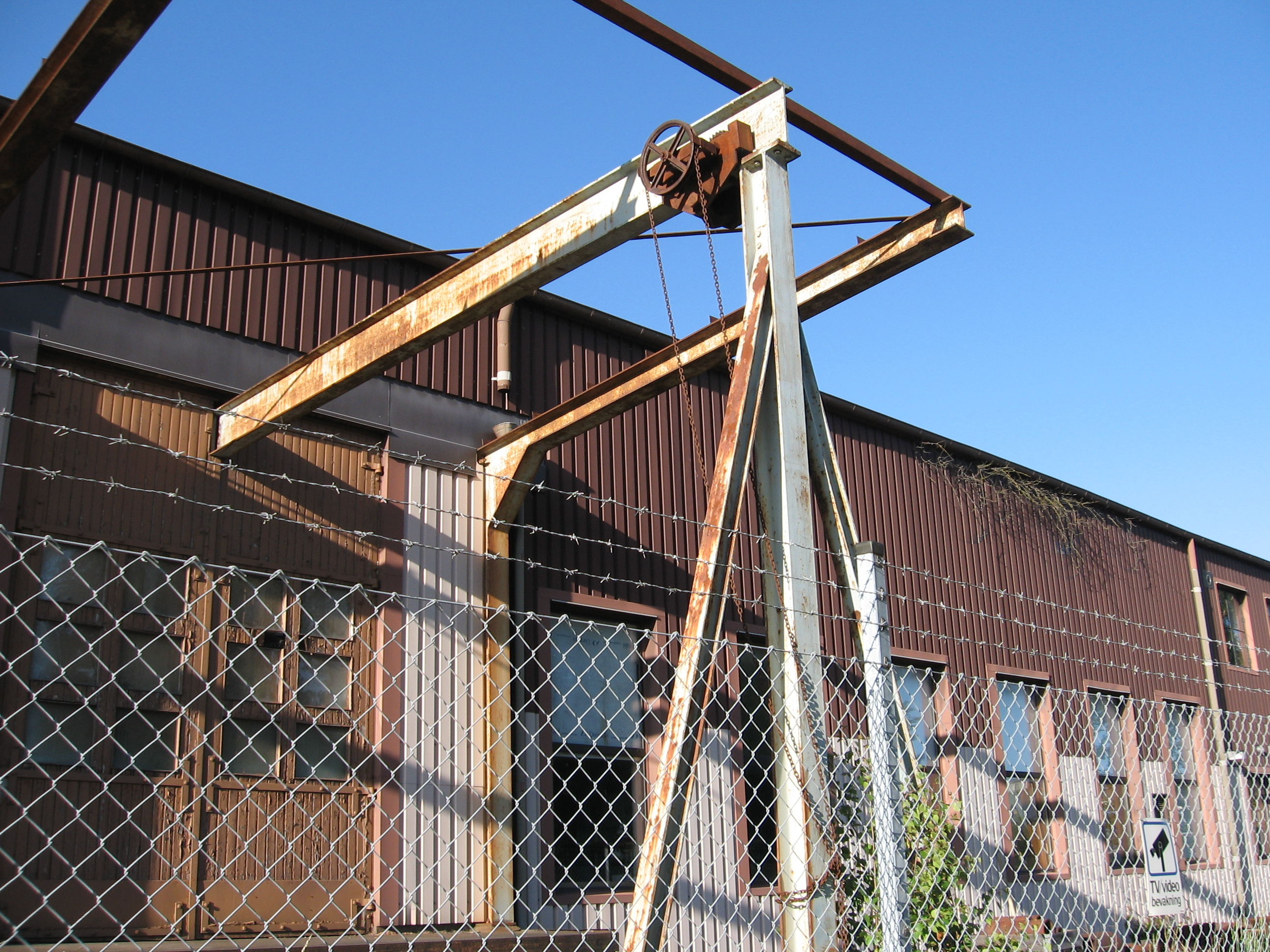
Telfer

En telfer är en lyftanordning i form av en vagn med ett maskindrivet lyftblock. En telfer rullar vanligtvis under en balk, exempelvis i en traverskran, eller på räls. Telfrar för fast montering existerar också. Själva lyftdonet under telfern, till exempel en krok, höjs och sänks med hjälp av kättingar eller linor.
Moderna telfrar har maximalkapacitet på allt från ett tiotal kilogram till flera hundra ton. 
- Bockkran
- Lyftkran
- Traverskran